# Космос: подорож у просторі та часі
«Космос: подорож у просторі та часі» (англ. Cosmos: A Spacetime Odyssey) — американський науково-популярний документальний серіал 2014 року. Серіал став продовженням серіалу «Космос: персональна подорож», автором якого був Карл Саган і який вважається наріжним каменем науково-популярної документалістики.

## Передісторія
Оригінальний 13-епізодний серіал «Космос: персональна подорож» вперше транслювався на Public Broadcasting Service (Служба суспільного мовлення) за ініціативою Карла Сагана, який виступив у ролі ведучого. З самого початку серіал набув значної популярності і значущості, Девід Іцкоф з Нью-Йорк Таймс описав його, як «поворотний момент в історії науково-популярних телепередач». Серіал подивилися понад 400 мільйонів глядачів з 60 різних країн, і аж до виходу в 1990 році документального серіалу «Громадянська війна» залишався найвисокооціненішим серіалом в історії телебачення.
Після смерті Сагана у 1996 році, його дружина Енн Друян, співтворець оригінального серіалу, разом з Стівеном Сотером і американським астрофізиком Нілом Деграсс Тайсоном почали шукати можливості створити нову версію серіалу, яка б привабила якнайширшу аудиторію, не лиш тих, хто цікавиться наукою. Пішло багато часу на те, щоб знайти кабельну мережу, яка б згодилася профінансувати створення серіалу.

## Виробництво

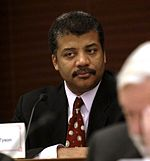
Астрофізик Ніл Деграсс Тайсон виступив у ролі ведучого і розповідача серіалу.

Сет МакФарлін познайомився з Енн Друян через Ніла Тайсона на зустрічі присвяченій запуску програми Science & Entertainment Exchange, новим лос-анджелівським відділом Американської академії наук, створеної з метою об'єднання голлівудських сценаристів і режисерів з науковцями. Роком пізніше, на ланчі в Нью-Йорку, МакФарлін дізнався про інтерес Тайсона і Друяна щодо відновлення серіалу «Космос». Він зазнав значного впливу в дитинстві при перегляді оригінального серіалу, вважаючи його «мостом, що пролягає між академічним товариством і звичайною публікою». Під час ланчу МакФарлін сказав Тайсону: «Я зараз у такій точці своєї кар'єри, що маю достатній дохід … і що хотів би потратити його на щось справді цінне». МакФарлін вважав зменшення кількості космічних подорожей в останні десятиліття частиною «нашої апатичної культури». МакФарлін, який вже співпрацював з Fox над кількома серіалами, був готовий організувати зустріч Друян з Пітером Райсом і Кевіном Райлі, відповідальними за організацію і знімання серіалів на телеканалі, а також допоміг дати серіалу зелене світло. Він і Друян стали близькими друзями, і за словами останньої МакФарлін і Саган є справжніми «спорідненими душами» з їхніми вартими поваги «різносторонніми талантами». В липні 2012, Сет МакФарлан пожертвував кошти Бібліотеці Конгресу, з метою покупки майже 800 коробок особистих записів і кореспонденції Карла Сагана.

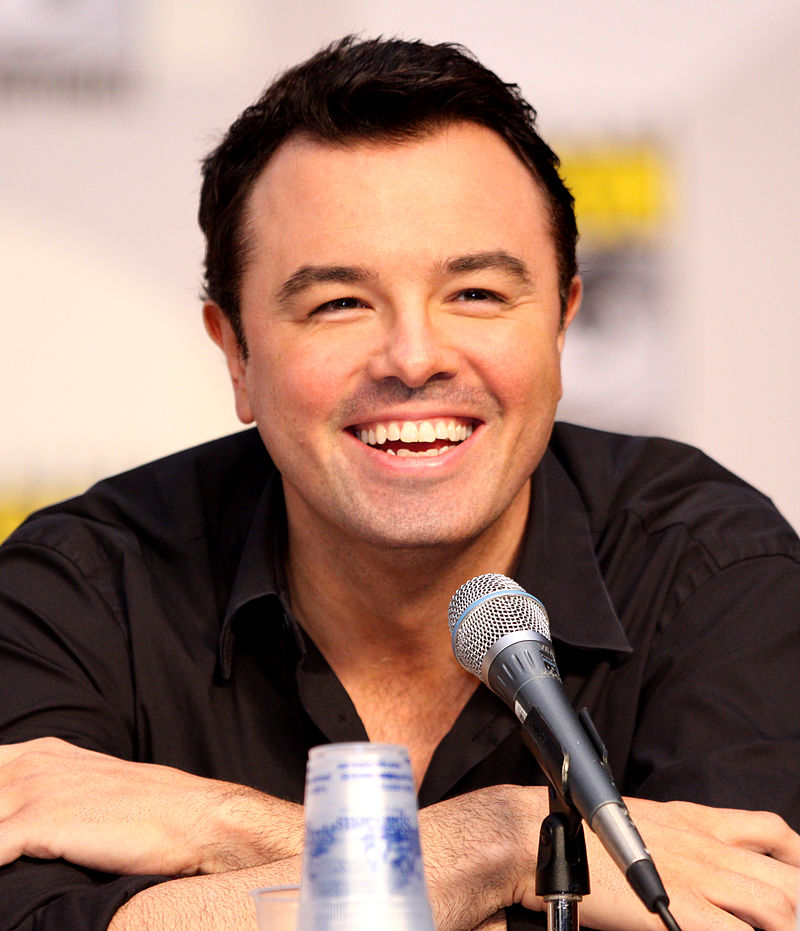
Художник-мультиплікатор Сет МакФарлін зіграв ключову роль у знаходженні коштів для створення серіалу. Також став виконавчим продюсером серіалу

В інтерв'ю на радіопередачі «Point of Inquiry», Ніл Тайсон розказав, що їхня ціль — «відтворити дух оригінального серіалу», який, по його словам, «піднімав теми, що закликали людей до дії». В подкасті «Skepticality» Друян розповіла про мотиви чуда і скептицизму, які вони вкладають в сценарій: "Він [сценарій] повинен зачепити глядача. І разом з цим він має бути строго науковим — без жодного «обрізання кутів», він також повинен містити в собі долю як скептицизму, так і чуда. В інтерв'ю радіопередачі «Big Picture Science», Тайсон відзначив, як одну з причин успіху оригінального серіалу, розповсюдження наукового програмування: «Завдання для майбутнього покоління глядачів серіалу дещо відрізняється від минулого. Мені не треба вчити вас „книжної“ науки. В оригінальному серіалу її дуже багато, але це не те що більшість з вас пам'ятає. Що більшість глядачів оригінальної передачі запам'ятали, так це спроба показати науку в такому світлі, щоб виплинути на глядача, змінити його поведінку як громадянина країни, так і як громадянина світу — особливо світу.» Також Тайсон заявив, що новий серіал міститеме як і новий матеріал, так і оновлені теми оригіналу, але, переважно, служитиме «потребам сучасного покоління». «Ми хочемо зробити нову передачу не лише сиквелом оригіналу, але й зробити її близькою людям нового століття.» На думку Тайсона, успіх таких науково-орієнтованих серіалів, як «Теорія великого вибуху» та «CSI:Місце Злочину», та таких фільмів як «Гравітація», показав, що «наука стає мейнстримом», і він очікує, що «„Космос“ приземлиться на плодотворну землю».
Тайсон підтвердив присутність таких визначаючих елементів оригінального серіалу, як Космічний Корабель Уяви та Космічний Календар з покращеними спецефектами. Анімація для серіалу була створена командою, спеціально набраною МакФарліном. Анімація для серіалу була створена Карою Валлоу на базі студії «Six Point Harness», Лос Анджелес, Каліфорнія. Звукорежисером серіалу став Рік Стілі, який так схарактеризував свою роботу над серіалом: «До цих пір, Космос залишається найцікавішим і найважчим проєктом у моєму житті». Оновлена версія Корабля була спроєктована так, щоб «залишатися простою і непідвладною часу», за словами МакФарліна, використання стелі для проєктування зображень майбутнього і підлоги для минулого позволяло Тайсону, як ведучому передачі, «показувати [глядачу] те, про що він розповідає».

## Трансляція
В серпні 2011, було офіційно оголошено про початок прайм-тайм трансляції весною 2014. Серіал є спільним виробництвом компаній Cosmos Studios (Друян), Fuzzy Door Productions (МакФарлін) і National Geographic Channel; Друян, МакФарлін, Мітчелл Кеннольд і режисер Бреннон Браґа стали виконавчими продюсерами серіалу.
Виконавчий директор FOX Кевін Райлі вважав, що серіал є надто ризиковим і виходить за рамки програми мережі, але разом з тим він сказав: «Ми віримо, що передача може мати такий же ж культурний вплив, як і оригінал», і надав усі необхідні ресурси. За домовленістю, серіал мав спочатку виходити на FOX, а згодом в цю ж ніч ретранслюватися на National Geographic Channel.
За даними FOX кожну серію в середньому дивилось 5,8 мільйонів глядачів. Майже 60 % глядачів, віком менше 50 років, становили чоловіки. Перегляди на інших мережах збільшили це число до 8,5 мільйонів глядачів.

## Актори та персонажі
- Ніл Деграсс Тайсон у ролі самого себе
- Карл Саган у ролі самого себе
- Пітер Емшвіллер у ролі Джорджа Тілтона
- Петр Міхаель у ролі Едмунда Маскі
- Сет Макфарлейн у ролі Джордано Бруно
- Джон Стівен Роша у ролі Роберта Беларміно
- Пол Тельфер у ролі злого школяра
- Майкл Чочел у ролі Яна Оорта
- Кері Елвес у ролі Едмонда Галлея і Роберта Гука
- Річард Гір у ролі Клера Паттерсона
- Джонатан Гайт у ролі Джона Гершель
- Мартін Джарвіс у ролі Гемфрі Деві
- Том Конкл у ролі Семюеля Піпса
- Марлі Малтін у ролі Енні Джамп Кеннон
- Гайко Обермоллер у ролі Германа Айнштайна
- Юліан Овенден у ролі Майкла Фарадея
- Надія Рошель Пфар у ролі Малали Юсафзай
- Енн Райтел у ролі Альберта Айнштайна
- Веслі Солтер у ролі Джеймса Максвелла
- Аманда Сейфрід у ролі Марії Сарп
- Александр Сіддіг у ролі Ісаака Ньютона
- Патрік Стюарт у ролі Вільяма Гершеля
- Олівер Вакер  у ролі Йозефа фон Фраунгофера
- Юлія Віттнер у ролі Сари Фарадей
- Марк Ворден у ролі Гаррісона Брауна
- Кірстен Данст у ролі Сесілії Пейн-Гапошкіної
- Андре Согліуццо  у ролі Крістофера Рена

## Епізоди
Усього серіал складається з 13 серій.
| № | Назва                                                             | Режисер       | Сценарій                  | Дата виходу |
| --- | ----------------------------------------------------------------- | ------------- | ------------------------- | ----------- |
| 1 | Стоячи на Молочному Шляху (Standing Up in the Milky Way)          | Бреннон Браґа | Енн Друян та Стівен Сотер | 09.03.2014  |
| Серія починається з короткого вступу, записаного президентом США Бараком Обамою. У ньому описується «дух відкриттів» і пояснюється мета серіалу — прищепити цей «дух» глядачам. Епізод відкривається роздумами Тайсона про важливість оригінального серіалу та його цілі. Він представляє глядачам «Корабель Уяви» — один з елементів оповідання в шоу, що допомагає показати сьогодення, минуле і можливе майбутнє Землі. Тайсон бере разом із собою глядача, і вирушає в подорож, щоб показати місце Землі у Видимому Всесвіті, визначаючи її адресу в середині Надскупчення Діви. Пізніше Тайсон пояснює, що людство не завжди визначало «космічу адресу» так, як зараз, і описує долю італійського вченого епохи Відродження Джордано Бруно (за допомогою нового елемента оповідання — анімаційних вставок), якого переслідувала церква за ідеї про обертання Землі навколо Сонця. Щоб показати бачення Бруно структури космосу, використовується анімована адаптація гравюри Фламмаріона, створеної в XIX столітті, і яка нині стала поширеним інтернет-мемом, позначаючим розкриття таємниць Всесвіту. Епізод триває з переходом від теми простору до теми часу. Тайсон вводить поняття Космічного Календаря, ще одного регулярного елемента оповідання, для розгляду всієї історії Видимого Всесвіту від Великого вибуху до наших днів. Вся суть зводиться до того, що ця історія стискається до одного календарного року, в якому Великий вибух відбувається опівночі 1 січня, а вся людська історія займає останні 14 секунд останньої хвилини 31 грудня. Після розповіді про Космічний Календар Тайсон завершує епізод розповіддю про його знайомство з Карлом Саганом і його вклад в наукове товариство. |                                                                   |               |                           |             |
| 2 | Кілька фактів про молекули (Some of the Things That Molecules Do) | Біл Поуп      | Енн Друян та Стівен Сотер | 16.03.2014  |
| Цей епізод розповідає декілька фактів про походження життя і еволюцію. Тайсон розповідає як про штучний добір шляхом розведення, використовуючи приклад одомашнення вовків і їхньої еволюції в сучасних собак, так і про природний добір на прикладі еволюції білих ведмедів. Тайсон використовує «Корабель Уяви», щоб продемонструвати глядачеві ДНК, гени і процеси мутації, які призвели до різноманіття видів, представленого Деревом Життя, яке ми знаємо зараз. Також пояснюється, яким чином міг розвинутися такий складний орган, як око. Далі Тайсон міркує про вимирання багатьох видів, розповідаючи про п'ять катастроф минулого, які привели до масової загибелі багатьох живих істот, а також про тихоходів, організмів, що пережили всі ці п'ять катастроф. Тайсон міркує про наявність життя на інших планетах, наприклад, на супутнику Сатурна, Титані, а також про те, як абіогенез міг привести до появи життя на Землі. Епізод завершується анімацією з оригінального «Космосу», яка демонструє розвиток єдиної живої клітини в сучасну людину. |                                                                   |               |                           |             |
| 3 | Коли знання перемогло страх (When Knowledge Conquered Fear)       | Бреннон Браґа | Енн Друян та Стівен Сотер | 23.03.2014  |
| Епізод починається тим, що Тайсон роз'яснює, як розпізнавання образів допомогло першим цивілізаціям зробити перші кроки в астрономії і астрології, щоб передбачити зміну пір року, а також вперше розглянути появу комети як знамення. Також Тайсон додав, що походження комет було пояснено лише в XX столітті теорією Яна Гендрика Оорта про наявність навколо Сонячної системи хмари Оорта, звідки і прилітають всі комети. Далі Тайсон описує співпрацю в Кембриджі між Едмундом Галлеєм і Ісааком Ньютоном наприкінці XVII століття, яке призвело до появи на світ праці «Математичні начала натуральної філософії», що описує фізичні закони в математичних формулах. Праця була видана в декількох томах, попри спроби Роберта Гука привласнити частину лаврів собі і тяжке фінансове становище Лондонського королівського товариства. Також Тайсон пояснює, яким чином ця праця кинула виклик усталеному уявленню про Бога, і в той же час вплинула на багато елементів сучасного світу, зокрема і на космічні польоти. У третій частині епізоду Тайсон розповідає, як Едмунд Галлей взяв за основу працю Ньютона і зробив свій власний внесок в науку про світ: розрахував відстань від Землі до Сонця, відкрив рух зірок, а також висунув теорію, що комети теж обертаються навколо Сонця, і передбачив дату прильоту однієї з них, згодом названої в його честь. Тайсон порівнює наукові підходи, використані Галлея і Ньютоном, з тими, що використовувалися стародавніми цивілізаціями, і розглядає їхній внесок як перші кроки людства в дослідженні Всесвіту. Епізод закінчується анімованою вставкою, яка показує зіткнення галактик Чумацький Шлях і Туманність Андромеди, що відбудеться відповідно до законів Ньютона. |                                                                   |               |                           |             |
| 4 | Небо, повне привидів (A Sky Full of Ghosts)                       | Бреннон Браґа | Енн Друян та Стівен Сотер | 30.03.2014  |
| Тайсон починає епізод з пояснення поняття швидкості світла і обговорення того факту, що світло безлічі зірок і галактик в Видимому Всесвіті доходить до нас через мільйони років після того, як воно почало свій шлях. Далі розкривається як сучасна астрономія використовувала цей факт, знаний як концепція глибокого часу, щоб обчислити дату Великого вибуху і вік Видимого Всесвіту. Тайсон продовжує розповідь історією про те, як праці Ісаака Ньютона, Вільяма Гершеля, Майкла Фарадея і Джеймса Максвелла сприяли розумінню природи електромагнітних хвиль і гравітації, а також про те, як ці праці підштовхнули Альберта Ейнштейна до створення теорії відносності і розуміння світла як фундаментальної константи Всесвіту, а гравітації — як спотворення в просторі-часі. Тайсон також описує поняття темних зірок, які, як стверджував Джон Міччел, не можна побачити, але які можна виявити їхнім впливом на інші, видимі, зірки, що потрапили в їхню гравітаційну пастку. Цією ідеєю Вільям Гершель користувався для виявлення систем подвійних зірок. Тайсон після цього описує чорні діри, їхню природу, їхні гравітаційні сили, що здатні притягувати навіть світло, і здатність випускати рентгенівські промені, що дозволить їх виявити, завдяки чому і була виявлена чорна діра Лебідь X-1 в сузір'ї Лебедя. Тайсон використовує «Корабель Уяви», щоб показати чорну діру поблизу і розповісти про деформації тканини простору-часу і релятивістське уповільнення часу, як про події поблизу горизонту подій чорної діри, і що це може привести до подорожі в інші точки простору і навіть стати способом подорожей у часі. Тайсон закінчує епізод розповіддю про те, як син Вільяма Гершеля, Джон, натхненний своїм батьком, продовжив документувати відомі зірки. Анімовані вставки показують Вільяма Гершеля і його маленького сина Джона; Вільяма Гершеля в них озвучив Патрік Стюарт. |                                                                   |               |                           |             |
| 5 | Сховані у світлі (Hiding in the Light)                            | Біл Поуп      | Енн Друян та Стівен Сотер | 6.04.2014   |
| Епізод присвячений хвильовій теорії світла, вивченої людством. Вивчення світла стало частиною наукового прогресу починаючи з таких ранніх експериментів в цій області, як створення 2000 років тому китайським вченим Мо-цзи камери-обскури. Тайсон описує роботу арабського вченого XI століття Ібн аль-Хайсама, який, як вважають, був першим дослідником в області оптики, чиї роботи призвели до створення телескопа, а також одним із перших, хто почав застосовувати науковий метод в своїх дослідженнях. Тайсон переходить до відкриттів, що дозволили людству зрозуміти природу світла. Він розповідає про роботу Ісаака Ньютона, який переломив світло за допомогою призми і продемонстрував, що світло складається з кольорів видимого спектра, а також про Вільяма Гершеля, експерименти якого дозволили додати до видимого спектра інфрачервоні хвилі. Йозеф Фраунгофер крім призми використовував також телескоп, щоб розглянути спектр великим планом, і з'ясував, що на кольорових смугах є поздовжні чорні лінії. Пізніше було виявлено, що ці лінії Фраугофера викликані поглинанням світла при переміщеннях електронів в атомах речовини з однієї орбіталі на іншу (в шоу використана модель атома за Бором) при проходженні світла крізь ці атоми, при цьому місце розташування чорних ліній унікальне для кожного хімічного елемента. Дане відкриття згодом склало основи астроспектроскопії, основний метод дослідження в якоій полягає у вивченні хімічного складу далеких зірок шляхом виявлення їхнього кольорового спектра. Це дозволило астрономам не тільки вивчати склад зірок, планет і зоряних скупчень, а й спостерігати рух зірок і розширення всесвіту, а також висунути гіпотезу про існування темної матерії |                                                                   |               |                           |             |
| 6 | Все глибше, глибше і глибше (Deeper, Deeper, Deeper Still)        | Біл Поуп      | Енн Друян та Стівен Сотер | 13.04.2014  |
| Епізод присвячений розгляду космосу на мікроскопічному і атомарному рівнях, для чого Тайсон використовує «Корабель Уяви». Він розповідає про мікроорганізми, які існують всередині однієї маленької росинки, в тому числі і про інфузорії і тихоходи. Від цієї теми він переходить до опису того, як рослини за допомогою своїх хлоропластів використовують фотосинтез, щоб перетворити вуглекислий газ і воду на кисень і багатий енергією цукор. Після Тайсон розмірковує про природу атомів і молекул і про те, як це пов'язано з різноманіттям видів. Як приклад він використовує твердження Чарльза Дарвіна про існування ще невідомого в той час метелика з найдовшим хоботком, Xanthopan morganii, заснованого на тому факті, що квітка орхідеї-комети має довгу шпору з нектаром на дні. Далі він показує, як запахи квітів стимулюють нюхові центри мозку і яким чином це може викликати різні спогади. Тайсон розповідає про те, як давньогрецькі філософи Фалес і Демокріт поширювали вчення про те, що вся матерія складається з атомів у всьому різноманітті їх поєднань і як вуглець формує основу життя в силу унікальності своєї хімічної природи. Тайсон пояснює на основі протонів, нейтронів і електронів процес ядерного синтезу, що відбувається в більшості зірок, і як при цьому долаються сили електростатичного відштовхування, що не дозволяють атомам торкнутися один одного. Від цих пояснень Тайсон переходить до розповіді про нейтрино, які з'являються під час процесу ядерного синтезу і здатні проходити через будь-яку матерію, що практично позбавляє можливості їх виявити. Тайсон пояснює, що на Землі створені спеціальні резервуари з водою і датчиками, такі як детектор Super-Kamiokande, які дозволяють виявляти нейтрино в момент зіткнення цих часток з молекулами води. Також Тайсон звертає увагу на той факт, що нейтрино спалаху від вибуху наднової SN 1987A в Великій Магеллановій Хмарі були зафіксовані за три години до світлового спалаху. Це пояснюється тим, що випромінювання нейтрино відбувається раніше самого колапсу зірки. Епізод закінчується згадкою про нейтрино, що залишилися від Великого вибуху і ще існують у всесвіті. Однак через природу світла частина подій, що відбулися після Великого вибуху, приховані «стіною нескінченності», заглянути за яку в цей момент неможливо. |                                                                   |               |                           |             |
| 7 | Чисте приміщення (The Clean Room)                                 | Бреннон Браґа | Енн Друян та Стівен Сотер | 20.04.2014  |
| Епізод присвячений тому, як науковими методами було визначено вік Землі, і як Клер Паттерсон (в анімаційних вставках його озвучив актор Річард Гір), який займався цим питанням в середині XX століття, боровся з глобальним забрудненням природи свинцем. Тайсон спочатку описує, як з розрізнених шматків матерії через кілька мільйонів років після народження Сонця сформувалася Земля. Позаяк вчені за допомогою геологічних досліджень гірських пластів можуть простежити лише події останніх кількох мільйонів років, то як вихідний матеріал використовувалися уламки метеоритів, таких як ті, що були знайдені в Аризонському метеоритному кратері. Вчені знали, що метеорити прилетіли з пояса астероїдів, який з'явився в той самий час, що й Земля, тому порахували метеорити ідеальним матеріалом для визначення віку Землі. Тайсон в загальних рисах описує роботу Паттерсона як учня Гаррісона Брауна, яка полягала у визначенні кількості свинцю в частинках цирконію, взятих з метеорита в Аризонському кратері, в той час як Джордж Тілтон проробляв ту ж роботу, визначаючи кількість урану; якби вдалося встановити період напіврозпаду радіоактивного урану в метеоритах, то можна було б визначити вік Землі. Зрозумівши, що не може отримати правильний результат через забруднення навколишнього середовища свинцем, який надмірно завищує цей результат, Паттерсон зажадав створення ідеально чистого приміщення, в якому він і визначив вік Землі в 4,5 млрд років. Тайсон переходить до теми того, як Паттерсон, зіткнувшись із забрудненням свинцем, вирішив привернути увагу до цього факту широкий загал. Тайсон пояснює, що свинцю немає на поверхні, але його добуванням з глибин землі з радістю займалися люди (починаючи з часів Римської імперії), і наголошує на токсичності свинцю. Паттерсон довів факт забруднення свинцем, дослідивши глибини океану і антарктичний лід, які показують, що вміст свинцю на поверхні не є природним. Незабаром він виявив, що високий рівень забруднення свинцем обумовлений використанням тетраетилсвинцю в етилованому бензині, попри те, що Роберт А. Кехо та інші вперто наполягали на безпекці продукту. Паттерсон продовжив свою кампанію по боротьбі з глобальним забрудненням свинцем, що в підсумку призвело до появи закону про обмеження використання свинцю. Тайсон завершує епізод, відзначаючи, що вчені продовжують свої дослідження, будучи готовими, як і Паттерсон, зустрітися з серйозними екологічними проблемами, які будуть виявлені при вивченні навколишнього середовища. |                                                                   |               |                           |             |
| 8 | Сестри Сонця (Sisters of the Sun)                                 | Бреннон Браґа | Енн Друян та Стівен Сотер | 27.04.2014  |
| Епізод розглядає склад, будову і еволюцію зірок. Тайсон починає з опису спроб перших людей пов'язати зірки в сузір'я і пояснити появу цих сузір'їв за допомогою різних міфів і легенд (наприклад, міфу про Плеяди). Далі Тайсон продовжує розповідь, звернувшись до теми того, як Едвард Чарльз Пікерінг працював над одночасним фіксуванням спектра кількох зірок, і того, як помічниці Пікерінга, обліковці Гарварда (або «гарем Пікерінга»), каталогізували всі спектри цих зірок. Серед обліковців були Енні Джамп Кеннон, яка створила і розвинула Гарвардську спектральну класифікацію зірок, і Генрієтта Свон Лівітт, яка виявила спосіб визначення відстані від Землі до каталогізованих зірок, а також виявила їхній склад. Пізніше до них приєдналася Сесілія Пейн-Гапошкіна, яка зав'язала міцні дружні стосунки з Кеннон, а також визначила, що класифікація, створена Кеннон, пов'язана зі складом і температурою зірок. Тайсон переходить до опису життєвого циклу зірок, про який можна судити по міжзоряним хмарам. Він пояснює, що зірки, подібні Сонцю, зберігають свій розмір за рахунок балансу між гравітацією, що стискає всі гази всередину зірки, і ядерними процесами, які навпаки виштовхують ці гази назовні. Коли з віком Сонце стане більш гарячим і яскравим, цей баланс порушиться і Сонце почне розширюватися до тих пір, поки не перетвориться на червоного гіганта, а потім не стиснеться в білого карлика — припинення життєвого циклу при обмежених атомних силах. Опісля Тайсон розповідає про руйнівніші припинення життєвого циклу зірок, коли ці зірки перетворюються на нові і наднові зірки — в залежності від їх розміру — і згодом вибухають, стаючи пульсарами. Великі зірки також можуть «схлопнуться» в чорні діри. Також Тайсон описує, що зірки можуть бути настільки великими (наприклад, зірка Ета Кіля, яку вважають нестабільною подвійною зіркою масою в 120 і 30 Сонць для кожного компонента відповідно), що у відносно недалекому майбутньому вони можуть перетворитися на гіпернову зірку. Тайсон закінчує епізод твердженням, що вся матерія на Землі складається з тої ж зоряної речовини, що і Сонце, зірки і туманності, і що світло і енергія від зірок — основа життя на Землі. |                                                                   |               |                           |             |
| 9 | Втрачені світи планети Земля (The Lost Worlds of Planet Earth)    | Бреннон Браґа | Енн Друян та Стівен Сотер | 04.05.2014  |
| Епізод досліджує палеогеографію Землі протягом мільйонів років і вплив розсташування материків на життя на планеті. Розповідь починається з розповіді Тайсона про появу 300 млн років тому, за часів Кам'яновугільного періоду, перших дерев. Ці дерева були багаті лігніном і тому були неїстівні для мікроорганізмів. Як наслідок, коли дерева вмирали, вони не гнили, а поступово перетворювалися в кам'яне вугілля. Приблизно 50 млн по тому, в кінці Пермської епохи, вулканічна активність спалила це вугілля, випустивши в атмосферу вуглекислий газ і отруйні речовини, раптово створивши парниковий ефект, через якого температура в океані підвищилася і з дна піднявся метан, що теж опинився в атмосфері. Ця катастрофа стала знана як Масове пермське вимирання, під час якого загинуло понад 90 % всіх видів. Тайсон розповідає про тектонічні плити, які формують земну кору Землі. Також він наводить гіпотези, які висували різні вчені минулого — гіпотезу Абрахама Ортелія про те, що континенти колись були пов'язані, гіпотезу Альфреда Вегенера про єдиний континенті під назвою Пангея і дрейф континентів, висунуту всупереч вже сформованій думці про затоплені перешийки між материками; гіпотезу Брюса К. Хізена і Марі Сарп, які виявили на дні океану Серединно-Атлантичний хребет, що підтверджувало теорію про дрейфу континентів. Тайсон описує те, як земна кора лежить на мантії, що постійно рухається через високу температуру і обертання зовнішнього і внутрішнього ядер Землі. Далі Тайсон розповідає про наслідки падіння астероїда і про Крейдове вимирання, що залишило ссавців домінуючими організмами на Землі. Після розповідь переходить до теми більш пізніх геологічних подій — до утворення Середземного моря внаслідок руйнування природної дамби в районі сучасної Ґібралтарської протоки, а також про Панамський перешийок, формування якого роз'єднало Атлантичний океан з Тихим, викликавши великомасштабну зміну клімату, таку, як перетворення пишних полів Африки в посушливі рівнини, що вплинуло на появу ссавців, які лазять по деревах. Тайсон також пояснює, що різні планети незначно впливали на швидкість обертання Землі і нахил земної осі, що періодично викликало льодовикові епохи, а також впливало на кочове життя перших людей. Епізод завершується тим, що Тайсон пояснює факт того, що в майбутньому географія Землі знову може змінитися, і це, як очікується, стане причиною чергового масового вимирання. |                                                                   |               |                           |             |
| 10 | Електричний хлопчик (The Electric Boy)                            | Біл Поуп      | Енн Друян та Стівен Сотер | 11.05.2014  |
| Даний епізод є оглядом основних аспектів природи електромагнетизму, заснованого здебільшого на описі досліджень Майкла Фарадея. Тайсон починає з твердження, що ще Ісаак Ньютон висловлював припущення, що, крім гравітації, повинна існувати ще одна невідома сила природи. Розповідь триває у вигляді біографії Майкла Фарадея, який, будучи бідного походження, зацікавився вивченням електрики після того, як прочитав про неї в книгах і прослухав лекції Гемфрі Деві в Лондонському королівському товаристві. Деві взяв Фарадея собі в помічники, прочитавши його конспекти, написані під час лекцій. На основі відкритих Гансом Крістіаном Ерстедом електромагнітних явищ Гемфрі Деві і хімік Вільям Волластон здійснили кілька невдалих спроб по перетворенню електрики в рух; Фарадей, спостерігаючи за ними, створив власний пристрій, що став першим в світі електромотором. Позаздривши своєму помічникові, Деві відправляє Фарадея в склодувну майстерню, щоб той відкрив секрет знаменитого баварського скла. Довгий час невпинно працюючи над цим завданням, Фарадей не досяг якихось результатів, бо секрет баварського скла відомий тільки його виробникам і не може бути розкритий. Тільки після смерті Деві Фарадей повернувся в Лондонське королівське товариство, але ще до цього він засновує Різдвяні лекції, на яких викладає науку дітям. Також Фарадей продемонстрував науковому співтовариству перший в світі електричний генератор, що являє собою спіраль з дроту, всередині якої рухається магніт (заряд виникає тільки тоді, коли магніт рухається). Тайсон продовжив розповідь, розкривши, що незабаром Фарадей почав страждати на невідому хворобу, через яку вчений втрачав здатність ясно висловлювати свої думки. Попри це, йому вдалося зробити ще одне відкриття — за допомогою магніту, паперу та ошурки Фарадей встановив, що навколо магніту є невидимі лінії, і висунув гіпотезу, що з цими лініями може бути пов'язані також і світлові хвилі. Прагнучи перевірити цю гіпотезу, він провів експеримент, в якому використовував шматок бракованого баварського скла, який відлив в роки роботи в склодувній майстерні, і за допомогою електрики викликав поляризацію світла, що проходить через цей шматок — це явище згодом назвуть ефектом Фарадея. Фарадей також стверджував, що невидимі силові лінії є і навколо планети; тверде залізне внутрішнє ядро при своєму обертанні створює невидимі силові лінії, які згодом назвуть магнітним полем Землі; той же принцип лежав і в основі обертання планет навколо Сонця. Ці твердження спочатку не були прийняті науковим співтовариством, бо Фарадей не надав математичних формул, що підтверджують його гіпотези. Пізніше молодий Джеймс Максвелл, дізнавшись про твердженнях Фарадея, зробить всі необхідні розрахунки, — представивши формули, що згодом стали відомими як рівняння Максвелла — таким чином підтвердивши гіпотези. Спільні зусилля Фарадея і Максвелла заклали основи науки, знання в області якої використовуються при створенні сучасних телекомунікацій. |                                                                   |               |                           |             |
| 11 | Безсмертні (The Immortals)                                        | Бреннон Браґа | Енн Друян та Стівен Сотер | 18.05.2014  |
| Епізод здебільшого присвячений дослідженню життя, його походження і можливості існування життя на інших планетах. Перш за все Тайсон починає розповідати про те, як поява писемності дозволила людям передавати знання наступними поколінням, і про принцесу Енхедуанну, яка приблизно в 2280 р. до н. е. стала однією з перших, хто поставив своє ім'я під власними записами. Також Тайсон згадує про царя Гільгамеша, який збирав різні історії, в тому числі історію про Утнапішті, що розповідає про Великий потоп практично ідентично міфу про Ноїв ковчег. Далі розповідь переходить до твердження, що ДНК також може вести записи інформації, щоб сприяти розмноженню життя, і ряду теорій про те, що життя могло зародитися на Землі, розвиваючись з невеликого скупчення хімічних з'єднань, або стати результатом зіткнення з метеоритом, який прибув з іншої планети. В останньому випадку, як розповідає Тайсон, теорія була висунута після дослідження метеорита, що впав в 1911 р біля села Нахла, під час якого було виявлено що він практично ідентичний зразкам ґрунту планети Марс, здобутим апаратами програми «Вікінг». Це і дозволило висунути гіпотезу про те, що життя могло прибути транзитом з Марса, а також дослідити можливість деяких мікроорганізмів пережити довгу подорож крізь космічний простір. З рухом безлічі зоряних систем через галактику протягом мільярдів років планети могли подібним чином обмінюватися формами життя. Тайсон продовжує розповідь, підійнявши тему існування життя на інших планетах. Він пояснює, що проєкт 1940-х рр. під назвою «Діана» показав, що радіохвилі можуть вільно проходити атмосферу, прямуючи в космічний простір, і що всі сигнали телерадіомовлення, послані людством, продовжують виходити від нашої планети. Після цього Тайсон відзначає, що внаслідок цього відкриття було розпочато безліч проєктів з пошуку сигналів від позаземних цивілізацій. Обчислення швидкості розвитку і тривалості існування цивілізації дозволяють судити про реальність здійснення цих проєктів. Проте, є ймовірність, що цивілізації могли зникнути в результаті вибухів наднових, стихійних лих (на кшталт можливого виверження супервулкана Тоба), а також знищити самі себе в процесі війни або в інший спосіб — все це знижує ймовірність виявлення сигналів від них. Тайсон також описує еліптичні галактики, в яких є найстаріші червоні карлики у Всесвіті, які можуть запропонувати більше шансів для виявлення позаземних цивілізацій. Епізод завершується твердженням, що правильно організоване дослідження інших світів дозволить людству покинути Землю до того, як Сонце почне перетворюватися на червоного гіганта. |                                                                   |               |                           |             |
| 12 | Звільнений світ (The World Set Free)                              | Бреннон Браґа | Енн Друян та Стівен Сотер | 01.06.2014  |
| У центрі сюжету цього епізоду знаходиться явище парникового ефекту (відкритого Жаном Батистом Фур'є і Сванте Арреніусом), його причини, і докази існування глобального потепління, що виникло під впливом різного роду діяльності людини. Тайсон як наочний приклад вибирає історію планети Венера; згідно з рядом досліджень Венери, колись вона була дуже схожа на Землю — на ній були океани і материки, а також киснева атмосфера — але посилена вулканічна активність викликала значне підвищення рівня вмісту вуглекислого газу в атмосфері, внаслідок чого Венеру накрило щільним шаром хмар, температура на планеті підвищилася, а океани википіли. Після цього Тайсон розповідає про те, що властивості вуглекислого газу такі, що збільшення його концентрації в атмосфері викличе зміни клімату, і офіційно доведено, що з початку XX століття рівень його змісту в атмосфері незмінно зростає. Попри заперечення, було також доведено за допомогою унікального ізотопного підпису цього діоксиду вуглецю, що це підвищення викликане не природними явищами на кшталт вивержень вулканів, а використанням нафти, вугілля і природного газу як палива. В результаті середня температура на Землі піднялася, що викликало позитивний зворотний зв'язок і танення полярних льодовиків. Далі Тайсон міркує про альтернативні джерела палива. Так, він розповідає про сонячний генератор, винайденому Огюстом Мушо в XIX столітті, і сонячно-паровому генераторі Френка Шумана; через дешевизну і простоту використання вугілля і нафти ці винаходи не знайшли широкого застосування, ще довго залишаючись «незвичайними іграшками». На сьогоднішній день сонячні та вітряні електростанції можна зустріти в багатьох точках світу, і отримання енергії від них може забезпечити людство надовго. Зрештою Тайсон порівнює складність переходу на екологічно чисті джерела енергії із зусиллями, які були докладені під час космічних перегонів, і робить висновок, що людству ще не пізно змінити свій курс. |                                                                   |               |                           |             |
| 13 | Неналякані темрявою (Unafraid of the Dark)                        | Енн Друян     | Енн Друян та Стівен Сотер | 08.06.2014  |
| Тайсон починає епізод з того, що демонструє глядачеві внутрішні приміщення древньої Алексадрійской бібліотеки, змодельованої на комп'ютері. Він розповідає про те, що тут зберігалися знання з усього світу, а доступ до них надавався лише обмеженому колу людей. В результаті, коли Олександрійська бібліотека була зруйнована, велика частина цих знань була загублена. На цьому прикладі Тайсон демонструє той факт, що накопичені людством знання не потрібно замикати, бо вони повинні належати всьому людству. Тайсон переходить до розповіді про відкриття Віктора Гесса, який, здійснюючи політ на повітряній кулі, з'ясував, що зі збільшенням висоти інтенсивність радіації зростає — він відкрив космічну радіацію. Пізніше швейцарський астроном Фріц Цвіккі, в ході дослідження наднових зірок, відкрив, що космічна радіація відходить від них. Продовживши свої дослідження на основі шкали відстаней до найновіших, Цвіккі висунув теорію про існування темної матерії, бо значення обчисленої їм маси речовини у Всесвіті було занадто мало. Спочатку цю теорію не прийняли всерйоз і забули, але пізніше Віра Рубін, досліджуючи зірки в рукавах деяких галактик, прийшла до того ж висновку, а так як зірки рухалися навколо центру галактики набагато швидше, ніж припускали гравітаційні сили, вона висунула теорію про існування також темної енергії. Тепер темна енергія приймається як основна причина все зростаючої швидкості розширення Всесвіту. Далі Тайсон починає розповідати про два апарата програми «Вояджер». Крім демонстрації деяких особливостей різних планет Сонячної системи, «Вояджер-1» допоміг відкрити геліосферу Сонячної системи, яка захищає планети від впливу радіації міжзоряних вітрів. Також Тайсон розповідає про роль Карла Сагана в програмі «Вояджер», про створення Золотої пластинки «Вояджера», свого роду капсули, що несе відомості про людство і його положенні у всесвіті, а також про намір сфотографувати Землю з орбіти Нептуна, що призвело до появи знаменитої фотографії Pale Blue Dot. Тайсон завершує серіал повідомленням Сагана про неосяжність космічних просторів, заохочує глядачів досліджувати те, що може запропонувати Всесвіт. Епізод завершується сценою в якій Тайсон з Землі спостерігає за порожнім «Кораблем Уяви», що летить у невідомому напрямку. |                                                                   |               |                           |             |

## Рейтинги та визнання
«Космос: подорож у просторі та часі» отримав позитивні відгуки від критиків, рейтинг на Metacritic зокрема складає 83/100 на основі 19 рецензій.
Міні-серіал. виграв 4th Critics' Choice Television Award в номінації «Найкраще реаліті-шоу», сам Тайсон здобув нагороду у номінації «Найкращий ведучий реаліті-шоу». Серіал був номінований у 12 категоріях на премію Еммі. В результаті премія була вручена серіалу і його композитор, Алану Сільвестру, в номінаціях: «Найкращий сценарій науково-популярної передачі», «Найкращий звукомонтаж для науково-популярної передачі», «Найкраща музикальна вступна тема», «Найкращий музичний супровід». Також серіал отримав премію Пібоді в категорії начальних програм.